# Асфандьярова Аміна Ібрагімівна
Аміна Ібрагімівна Асфандьярова, до шлюбу Міндубаєва (нар. 27 липня 1961, Уфа) — радянська башкирська мистецтвознавиця, ректорка Уфимської державної академії мистецтв імені Загіра Ісмагілова (УДАМ). Заслужена діячка мистецтв Республіки Башкортостан (2008).

## Біографія
Аміна Міндубаєва народилася 27 липня 1961 року в Уфі.
У 1985 році вона закінчила Уфимський державний інститут мистецтв по класу заслуженої артистки Республіки Башкортостан, доцентки Ц. Р. Хамідулліної. У 1995 році проходила стажування в Казанській державній консерваторії по класу заслуженої артистки Російської Федерації і Республіки Татарстан, професорки мистецтва Е. К. Ахметової.
Кандидатську дисертацію на тему «Інтонаційна лексика образів пасторалі в тематизмі фортепіанних сонат Й. Гайдна» захистила у 2003 році в дисертаційній раді Новосибірської державної консерваторії (керівниця професорка Людмила Шаймухаметова).
З 1985 року Аміна Асфандярова працювала в Уфимському державному інституті мистецтв концертмейстеркою. А у 1993 році перейшла на кафедру спеціального фортепіано. В період з 2001 по 2003 роки була здобувачкою Лабораторії музичної семантики Уфимської державної академії мистецтв. У 2003 році Асфандярова призначена на посаду декана факультету музикознавства та вокально-хорового мистецтва. Через чотири роки — у 2007 р. обійняла посаду проректорки з навчальної і виховної роботи академії.
А з 2013 року — ректорка Уфимської державної академії мистецтв імені Загіра Ісмагілова.
Аміна Асфандьярова була в журі республіканських музичних конкурсів: імені З. Ісмагілова, імені М. Сабітова (Уфа, 1998, 2000, 2002, 2004 рр.), конкурсу-фестивалю викладачів ДМШ, конкурсу молодих виконавців на цифрових фортепіано (Уфа, 2004, 2005), конкурсу імені В. Тіманової (2005).
Виступала з концертами в УДАМ, ПУМ, Башкирській державній філармонії, в містах Октябрьский, Учали, Ішимбай, Салават, Бузулук.
Аміна Асфандьярова — кандидатка мистецтвознавства, професорка Уфимської державної академії мистецтв імені Загіра Ісмагілова.

## Політична позиція
У 2014 році Аміна Асфандьярова підписала звернення діячів культури Російської Федерації на підтримку політики президента РФ Володимира Путіна щодо захоплення території Автономної Республіки Крим та вторгнення в Україну.

## Нагороди та звання
- Заслужена діячка мистецтв Республіки Башкортостан (2008)[джерело?]
- Відмінниця народної освіти[джерело?]

## Наукові праці
- Интонационная лексика образов пасторали в тематизме фортепианных сонат Й. Гайдна: Монография. — Уфа: РИО УГАИ, 2007 (гриф УМО высших учебных заведений РФ);
- Фортепианная музыка композиторов Башкортостана: Тезисы докладов научно-практической конференции Первого фестиваля фортепианной музыки композиторов Башкортостана. — Уфа,1997.
- Фортепианная и скрипичная музыка композиторов Башкортостана: Тезисы докладов научно-практической конференции Второго фестиваля фортепианной и скрипичной музыки композиторов Башкортостана. — Уфа, 1999.
- Интонационная лексика как проблема артикуляции фортепианных сонат Гайдна (статья). Историко-теоретические проблемы музыкознания / Сб.науч. тр.: РАМ им. Гнесиных, УГИИ. — Вып. 156 -М.,1999.
- Интонационная лексика фортепианных произведений как проблема исполнительской артикуляции (тезисы).
- Музыка, живопись, театр: проблемы истории, теории и педагогики: Материалы Республиканской научно-методической конференции. — Уфа; РИЦ УГИИ, 2000.
- Искусство во втором тысячелетии (Теория. Практика. Педагогические позиции): Материалы конференции. — Оренбург, 2001.
- Художественный мир музыкального произведения / Межвуз. сб. статей // Отв. ред.-сост. Шаймухаметова Л. Н. — УГИИ: Лаборатория муз.семантики.– Уфа, 2001
- Музыкальный текст и исполнитель / Сб. статей // Отв. ред.-сост. Шаймухаметова Л. Н. — Уфа: Лаборатория муз. семантики УГАИ, 2004.
- Художественный образ в исполнительском искусстве: Материалы науч.-практ. конф. — Магнитогорск, 2004.
- Музыкальное содержание: наука и педагогика: Материалы III Всероссийской научно-практической конференции. — Уфа, 2005.
- Материалы всероссийской научной конференции. — Новосибирск: Новосиб. гос. консерватория (академия) им. М. И. Глинки, 2005.
- Культурная жизнь юга России. — 2006. — № 2. — Краснодар.
- Современные гуманитарные исследования. — № 3. — 2006. — Москва. я
- Музыкальная семиотика: перспективы и пути развития / Материалы Международной научной конференции. — Астрахань, 2006.
- «Музыкальное содержание: современная научная интерпретация» / Материалы IV Всероссийской научно-практической конференции. — Ростов-на-Дону, 2006.
- Материалы международной конференции «Музыкальная педагогика: теория и практика», — Уфа, 2006.
- Исполнительское искусство и музыковедение. Параллели и взаимодействия/Сб. статей по материалам Междунар. науч. конф. 6-9 апр. 2009. — М.: Человек, 2010. — с. 122—129.
- Этот многообразный мир музыки/Сб. статей к 80-летию М. Г. Арановского. — М.:Гос. институт искусствознания. — 2010. — с. 47-50.
- Пьесы башкирских композиторов для фортепиано (Хрестоматия). Методическое пособие для учащихся ДМШ, ДШИ. — Уфа,1999.